# Diocèse de Goya
Le diocèse de Goya (en latin : Dioecesis Goyanensis ; en espagnol : Diócesis de Goya) est un diocèse de l'Église catholique en Argentine, suffragant de l'archidiocèse de Corrientes.

## Territoire
Il comprend sept départements de la province de Corrientes : Curuzú Cuatiá, Esquina, Goya, Lavalle, Mercedes, Monte Caseros et Sauce ce qui représente un territoire de 33 603 km2 divisé en 23 paroisses.
Le siège épiscopal est dans la ville de Goya où se trouve la cathédrale Notre-Dame-du-Rosaire.

## Historique
Le diocèse est érigé le 10 avril 1961 par la constitution apostolique Quotiens amplo du pape Jean XXIII en prenant une partie du territoire du diocèse de Corrientes, qui est élevé le jour même au rang d'archidiocèse métropolitain et dont Goya devient suffragant.
Par la lettre apostolique Cum ex amplo du 29 décembre 1961, Jean-Paul II décrète que la Vierge Marie honorée sous le vocable de Notre-Dame d'Itatí (es) est la patronne principale du diocèse. (La basilique Notre-Dame d'Itatí (es) se trouve sur le territoire de l'archidiocèse de Corrientes).
Il cède une portion de son territoire le 3 juillet 1979 pour l'érection du diocèse de Santo Tomé.

## Évêques
- Alberto Devoto (12 juin 1961 - 29 juillet 1984)
- Luis Teodorico Stöckler (21 novembre 1985 - 25 février 2002), nommé évêque de Quilmes
- Ricardo Oscar Faifer (10 octobre 2002 - 24 septembre 2015)
- Adolfo Ramón Canecín, depuis le 24 septembre 2015